# Argos-Shimano/2012
Deze pagina geeft een overzicht van de Argos-Shimano-wielerploeg in  2012. Tot 30 maart was de naam Project 1t4i.

## Algemeen
Sponsors: Argos, Shimano
Algemeen manager: Iwan Spekenbrink
Ploegleiders: Marc Reef, Addy Engels, Rudie Kemna, Merijn Zeeman, Christian Guiberteau, Kevin Pfeifer
Fietsmerk: Felt

## Renners
| Naam                | Geboortedatum | Nationaliteit | Ploeg 2011         |
| ------------------- | ------------- | ------------- | ------------------ |
| Warren Barguil      | 28-10-1991    | Frankrijk     | Stagiair           |
| Thomas Bonnin       | 10-05-1989    | Frankrijk     |                    |
| Roy Curvers         | 29-12-1979    | Nederland     |                    |
| Thomas Damuseau     | 18-03-1989    | Frankrijk     |                    |
| Bert De Backer      | 02-04-1984    | België        |                    |
| John Degenkolb      | 07-01-1989    | Duitsland     | Team HTC-High Road |
| Yukihiro Doi        | 18-09-1983    | Japan         |                    |
| Tom Dumoulin        | 11-11-1990    | Nederland     | Rabo CT            |
| Johannes Fröhlinger | 06-06-1985    | Duitsland     |                    |
| Alexandre Geniez    | 02-09-1988    | Frankrijk     |                    |
| Simon Geschke       | 13-03-1986    | Duitsland     |                    |
| Patrick Gretsch     | 07-04-1987    | Duitsland     | Team HTC-High Road |
| Yann Huguet         | 02-05-1984    | Frankrijk     |                    |
| Thierry Hupond      | 10-11-1984    | Frankrijk     |                    |
| Cheng Ji            | 24-10-1987    | China         |                    |
| Marcel Kittel       | 11-05-1988    | Duitsland     |                    |
| Dominic Klemme      | 21-10-1986    | Duitsland     | Team Leopard-Trek  |
| Roger Kluge         | 05-02-1986    | Duitsland     |                    |
| Koen de Kort        | 08-09-1982    | Nederland     |                    |
| Tobias Ludvigsson   | 22-02-1991    | Zweden        | neo                |
| Ramon Sinkeldam     | 09-02-1989    | Nederland     | Rabo CT            |
| Matthieu Sprick     | 02-09-1981    | Frankrijk     |                    |
| Tom Stamsnijder     | 15-05-1985    | Nederland     | Team Leopard-Trek  |
| Albert Timmer       | 13-06-1985    | Nederland     |                    |
| Tom Veelers         | 14-09-1984    | Nederland     |                    |
| Ronan van Zandbeek  | 27-09-1988    | Nederland     |                    |

## Belangrijke overwinningen
| Ster van Bessèges 2e etappe: Marcel Kittel Ronde van Oman 3e etappe: Marcel Kittel 6e etappe: Marcel Kittel Ruta del Sol Proloog: Patrick Gretsch Driedaagse van De Panne-Koksijde 2e etappe: Marcel Kittel Scheldeprijs Winnaar: Marcel Kittel NK wielrennen Japan - wegwedstrijd: Yukihiro Doi Vierdaagse van Duinkerke 1e etappe: John Degenkolb 2e etappe: John Degenkolb Ronde van Picardië 1e etappe: John Degenkolb 3e etappe: John Degenkolb Eindklassement: John Degenkolb | Ster ZLM Toer 1e etappe: Marcel Kittel 4e etappe: Marcel Kittel Ronde van Polen 7e etappe: John Degenkolb Eneco Tour 1e etappe: Marcel Kittel 4e etappe: Marcel Kittel Ronde van Spanje 2e etappe: John Degenkolb 5e etappe: John Degenkolb 7e etappe: John Degenkolb 10e etappe: John Degenkolb 21e etappe: John Degenkolb Ronde van de Toekomst 4e etappe: Warren Barguil Eindklassement: Warren Barguil Kampioenschap van Vlaanderen Winnaar: Ronan van Zandbeek | GP van Isbergues Winnaar: John Degenkolb Omloop van het Houtland Winnaar: Marcel Kittel Eurométropole Tour 2e etappe: Marcel Kittel 3e etappe: Marcel Kittel Ronde van het Münsterland Winnaar: Marcel Kittel Ronde van Hainan 4e etappe: Ramon Sinkeldam 8e etappe: Ramon Sinkeldam |

Mannen: 1999 · 2000 · 2001 · 2002 · 2003 · 2004 · 2005 · 2006 · 2007 · 2008 · 2009 · 2010 · 2011 · 2012 · 2013 · 2014 · 2015 · 2016 · 2017 · 2018 · 2019 · 2020 · 2021 · 2022 · 2023 · 2024 · 2025
Vrouwen: 2011 · 2012 · 2013 · 2014 · 2015 · 2016 · 2017 · 2018 · 2019 · 2020 · 2021 · 2022 · 2023 · 2024 · 2025